# Vizianagaram
Vizianagram, Vizianagram (telugu విజయనగరం) – miasto w Indiach, w stanie Andhra Pradesh. W 2003 r. miasto to zamieszkiwało 184 000 osób.